# 王爱召
王爱召，又名伊克昭，清廷赐名广慧寺，位于内蒙古自治区鄂尔多斯市达拉特旗王爱召镇哈什拉格沟口，是一座藏传佛教格鲁派寺院。

## 简介
王爱召由鄂尔多斯万户博硕克图济农修建。明朝万历年间，三世达赖锁南嘉错到蒙古草原传播藏传佛教格鲁派，想在鄂尔多斯的一条龙岗兴建寺院。28年后，鄂尔多斯博硕克图济农遵照三世达赖旨意，于万历三十五年（1607年）主持动工兴建，于万历四十一年（1613年）竣工。万历四十二年（1614年），鄂尔多斯部蒙古首领举办开光典礼，明朝朝廷赐寺名“广慧寺”。该召庙的蒙古语为“乌哈格尼巴达古拉圪齐庙”，后因博硕克图济农的后裔获封郡王衔，故改称 “王爱召”。也有资料称王爱召是“王的召”的谐音，因蒙古语“的”字发音为“爱”，故民间俗称该庙为“王爱召”。
王爱召并非鄂尔多斯最早的寺庙，最早者为热西却令寺，又称“浩钦召”（意为“旧的召庙”），建于明朝万历十三年（1585年）。有的资料说王爱召从明成化七年（1472年）到清顺治八年（1651年）是成吉思汗陵寝“八白室”的住放地。但此说法不实。因王爱召是在1607年动工兴建。且明朝中后期，专司祭祀成吉思汗的鄂尔多斯部，其祭祀成吉思汗的“八白室”处在游动状态，不会在一个地方长留；只是格鲁派在鄂尔多斯蒙古族中兴起后，召庙才成为蒙古人敬佛并敬祖先之所。
王爱召是鄂尔多斯蒙古部的第一次会盟之地。天聪九年（1635年），鄂尔多斯部归附爱新国（即金国，又称后金，1636年定国号为“清”）。“天聪九年，额璘臣来归，赐济农号；顺治六年，封郡王等爵有差，七旗皆授札萨克，自为一盟于伊克昭。”顺治六年（1649年），鄂尔多斯部贵族在王爱召会盟，鄂尔多斯左翼中旗郡王额璘臣主持，定盟名为“伊克昭”（蒙古语，意为“大庙”，大庙便指王爱召）。此时，王爱召是鄂尔多斯七旗的总庙，也是鄂尔多斯地区最大的召庙，又是蒙古王爷的家庙，王爱召附近有成吉思汗陵寝“八白室”以及济农办公之所。
鄂尔多斯左翼中旗郡王额璘臣（即明朝的鄂尔多斯济农）除定期召集各旗札萨克到王爱召会盟外，还主持八白室的祭祀。但因其封地在郡王旗（鄂尔多斯左翼中旗，俗称郡王旗，今伊金霍洛旗大部），其驻地则是王爱召，二者有距离，故他为祭祀及会盟方便，将“八白室”迁往郡王旗。
会盟初期，每三年举办一次，由盟长主持。除按规定迎接御书及钦差大臣外，还检阅兵丁，稽核全盟在册人数，检查战马、军械、其他物资及战备，商议大事。后来，会盟变成盟内例会，盟长或者检查该盟户口丁册，或审理该盟主要案件，处理重要事宜。
伊克昭盟的会盟地点起初一直在王爱召，偶尔也在郡王旗的苏泊尔汗举行。到清末，会盟改为根据需要，临时决定时间及地点，不再固定。
王爱召占地面积50亩，其中庙址占地面积12亩，庙堂建筑共259间，喇嘛住房282间。四世达赖云丹嘉措、五世达赖罗桑嘉措，均曾来王爱召讲经、灌顶。
王爱召的主要建筑有大经堂、观音殿、度母殿、守斋殿、明王殿、辩经殿、时轮殿、药师殿、四大金刚殿、鼓楼、鄂尔多斯王公的祖先灵塔殿、佛塔群。大经堂内供奉银塑鎏金释迦牟尼像，藏有泥金字本《甘珠尔》、银汁字本《丹珠尔》等佛经。灵塔殿内供奉高七尺的巴图蒙克达延汗银制鎏金灵塔，还有博硕克图济农曾使用的鎏金马鞍、弓箭等物。
王爱召的喇嘛最多时有300多人。中华民国时期，喇嘛有100多人。喇嘛中最高称号是“呼毕勒罕堪布喇嘛”（转世活佛）。
1939年，日军多次派特务专门调查王爱召。其后，日军多次派飞机轰炸王爱召，集中轰炸大经堂等建筑，大经堂被炸塌，大喇嘛扎布当场被炸死。1940年，日军在蒙古军第四师的配合下，进攻驻扎在达拉特旗新民堡的国军（人称“西军”）。国军受挫之后，转移至王爱召，当时国军86师指挥部设在王爱召内，该师参谋长王白慕坐镇王爱召指挥。“西军”张步城团的步兵居住在王爱召的僧房内，团部设在王爱召以南数里的任三壕。国军还在在王爱召四周修筑工事，修建炮楼。
1941年2月9日（农历正月十四），驻包头的日军小岛部队出动80辆卡车的步兵，在坦克、装甲车、飞机的掩护之下，自包头银匠窑子渡过黄河，进攻王爱召。在距王爱召不远的西社、刘大营子、东三座茅庵等地架重炮，自下午四点起，轮番炮轰王爱召，“西军”一直坚持到天黑，趁夜向南撤退。
翌日（元宵节）凌晨，日军开进王爱召，驱逐了王爱召的喇嘛及周边居民，随后抢劫王爱召。王爱召收藏的前额嵌有宝珠的释迦牟尼银制佛像，成套经卷，坟庙内的银制镀金马鞍、弓箭，成捆的壁毯、地毯、法器、供物、浮屠及特制的风磨铜顶、可盛23担水的大铜锅等等，均被装上汽车运往包头。抢劫一直持续到农历正月十七日夜。王爱召收藏了各类文物、宝物被全部洗劫。
农历正月十八日晨，日军在王爱召各建筑上浇上汽油，在僧房内堆干草，点燃大火，焚毁了王爱召，此次大火一直烧了半个多月，王爱召变成一片废墟。
1941年9月，王爱召的大喇嘛曹德纳木通过化缘、化布施等方式筹资，在王爱召原召址以西半华里处的一座旧有小庙的基础上，重建了一座召庙，将达拉特旗塔井召的佛像、法器、经卷等迁至此处，继续开展宗教活动。但该小庙的规模远不及过去的王爱召。
但该小庙也在文化大革命中被毁，现仅存“卧龙土岗”的一座小仓房。原王爱召班弟喇嘛洛布森津巴继续在这间小仓房中念经，期望将来能重建王爱召。

## 建筑
王爱召北依黄河，西靠豪庆河，南邻河滩草原。南、北各有一眼泉水，人称“龙眼”。王爱召被毁前，中轴线上的主要建筑有山门、钟楼、鼓楼、四大天王殿、大经堂、正殿。庙内有汉式宫殿型大经堂49间，殿内陈设精美；藏式建筑风格的正殿81间，平房平顶，白墙红边。东西两侧有两座钟楼，门前有四大天王殿；南侧有奶奶庙、观音堂、五道庙；北侧有十殿阎君、金刚殿、靖王庙、药师庙；中部正殿后侧（也是该庙最高之地）有喇嘛白塔三座。
王爱召周围有围墙，长方形院墙之外，西北角建有九间楼（9间大的坟庙），其内供奉鄂尔多斯部祖先银质陵塔（祖宗坟塔）13座，大小不一，均为银制并镀金，其中包括巴图蒙克达延汗、巴尔斯博罗特济农及其后裔的陵塔。巴图蒙克达延汗的银质镀金陵塔高七尺，其内陈列着他使用过的马鞍、弓箭等物。
王爱召南部有葛根宫及佛仓，北部有济农仓、庙仓等建筑。王爱召周围，还有282间喇嘛宿舍。